# Carlo Rovelli
Carlo Rovelli   (Verona, 3 de maig de 1956) és un físic teòric italià, filòsof i escriptor que ha treballat a Itàlia, als Estats Units i des de l'any 2000 a França. La seva àrea de treball és principalment en el camp de la gravetat quàntica, en el que és un dels fundadors de la teoria de gravitació quàntica de llaços. També ha treballat en la història i filosofia de ciència. Col·labora regularment amb diversos diaris italians, en particular els suplements culturals del Corriere della Sera, Il Sole 24 Ore i La Repubblica. El seu popular llibre de ciència Set lliçons breus de física ha estat traduït a 41 llengües i ha venut més d'un milió de còpies a tot el món.

## Biografia
Nascut a Verona el 1956, va estudiar al Liceo Classico Scipione Maffei d'aquesta ciutat. En la dècada del 1970 va participar en moviments polítics d'estudiants a universitats italianes. Va implicarse en les emissores de ràdio polítiques lliures Radio Alice, de Bolonya, i Radio Anguana, de Verona, que ajudà a fundar. Conjuntament amb la seva activitat política, va ser imputat, però més tard alliberat, per delictes d'opinió relacionats amb el llibre Fatti Nostri, del que és coautor amb Enrico Palandri, Maurizio Torrealta, i Claudio Piersanti.
El 1981 Rovelli es graduà en física per la Universitat de Bolonya, i el 1986 va obtenir el seu doctorat per la Universitat de Pàdua. El 1987 es negà a fer el servei militar, aleshores obligatori a Itàlia, essent detingut durant un breu període. Va ocupar llocs postdoctorals a les universitats de Roma, Trieste, i Yale. Rovelli Treballà a la facultat de la Universitat de Pittsburgh de 1990 a 2000. Actualment treballa al Centre de Physique Théorique de Luminy de la universitat d'Aix-Marseille. També ocupa el càrrec de professor adjunt del Departament d'Història i Filosofia de la Ciència de la Universitat de Pittsburgh.

## Principals contribucions

### Gravitació quàntica de llaços
El 1988, Carlo Rovelli, Lee Smolin i Abhay Ashtekar varen establir una teoria de la gravetat quàntica anomenada gravitació quàntica de llaços. El 1995, Rovelli i Smolin varen descriure una sèrie d'estats gravetat quàntica, basant-se en les xarxes d'espín de Penrose, amb el que demostraren que la teoria prediu que l'àrea i el volum es quantifiquen. Aquest resultat indica l'existència d'una estructura discreta de l'espai a escala molt petita. El 1997, Rovelli i Michael Reisenberger varen introduir una formulació de la teoria de "suma sobre superfícies" ("sum over surfaces"), que des d'aleshores ha evolucionat fins a convertir-se en l'"escuma d'espín" ("spinfoam"), versió actualment covariant de la gravetat quàntica de llaços. El 2008, en col·laboració amb Jonathan Engle i Roberto Pereira, va introduir l'amplitud de vèrtex de l'escuma d'espín ("spin foam vertex amplitude") com a base de la definició actual de la covariant dinàmica en el camp de la gravetat quàntica de llaços. La teoria dels llaços es considera actualment una candidata seriosa a una descripció fefaent de la teoria quàntica de gravetat. Té aplicacions en la cosmologia quàntica, cosmologia d'escuma d'espín i física quàntica dels forats negres.

### Física sense temps
En el seu llibre de l'any 2004 Gravetat Quàntica, Rovelli va desenvolupar una formulació de mecànica clàssica i quàntica que no fa referència explícita a la idea de temps. El formalisme atemporal es fa servir per a descriure el món en situacions en què les propietats quàntiques del camp gravitacional no poden deixar de ser tingudes en compte.
Aquesta posició va enfrontar-lo al següent problema: si el temps no forma part de la teoria fonamental del món, aleshores com és que el temps emergeix? El 1993, en col·laboració amb Alain Connes, Rovelli va proposar una solució a aquest problema anomenat hipòtesi del temps tèrmic. Segons aquesta hipòtesi, el temps emergeix només en un context termodinàmic o estadístic. Si això és correcte, el flux de temps és una il·lusió, derivada de la incompletud de coneixement.

### Mecànica quàntica relacional
El 1994, Rovelli va introduir la interpretació relacional de mecànica quàntica, basada en la idea que l'estat quàntic d'un sistema sempre ha de ser interpretat en relació amb un altre sistema físic (així com la "velocitat d'un objecte" és sempre relativa a un altre objecte, en mecànica clàssica). La idea ha estat desenvolupada i analitzada en particular per Bas van Fraassen i per Michel Bitbol. Entre altres conseqüències importants, proporciona una solució a la paradoxa EPR que no viola la localitat.

### Història i filosofia de ciència

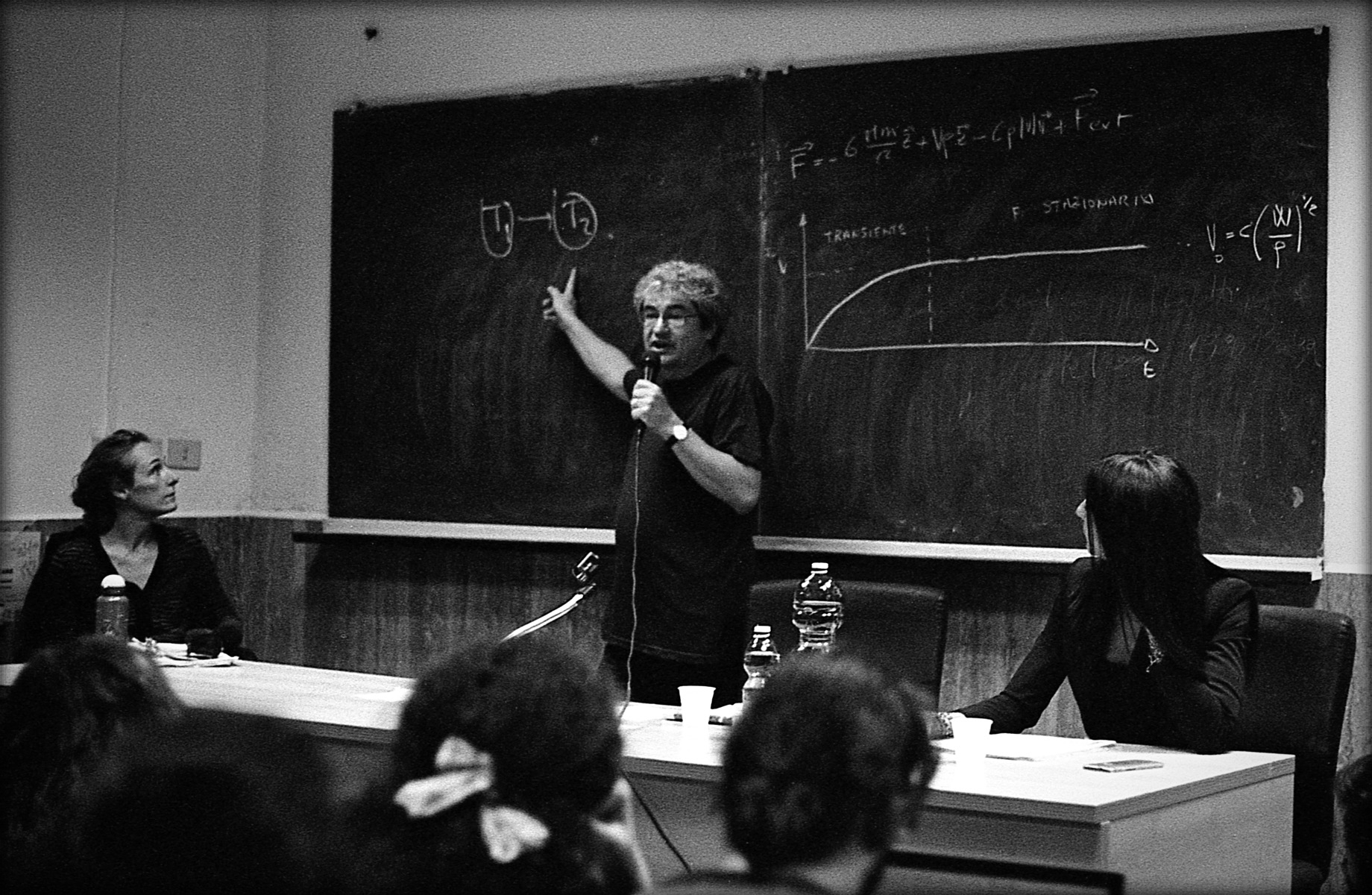
Carlo Rovelli, Roma 2015

Rovelli ha escrit un llibre sobre el filòsof grec Anaximandre, publicat a França, Itàlia, els Estats Units de Nord-amèrica i Brasil. El llibre analitza els aspectes principals del pensament científic i articula els punts de vista de Rovelli respecte a la ciència. El llibre presenta Anaximandre com a principal iniciador del pensament científic.
Per Rovelli, la ciència és un procés continu d'explorar possibles visions novedoses del món; això passa via una "rebel·lió culta, informada," que sempre es construeix i es basa en el coneixement anterior però al mateix temps contínuament qüestiona aspectes d'aquest coneixement rebut. El fonament de la ciència, per tant, no és la certesa sinó tot el contrari, una incertesa radical sobre el nostre propi coneixement o, de forma equivalent, una aguda consciència de l'extensió de la nostra ignorància.

## Premis principals
- 1995 International Xanthopoulos Award of the International Society for General Relativity and Gravitation, "per les destacades contribucions a la física teòrica"[16]
- Senior member de l'Institut Universitaire de France (IUF).
- Laurea Honoris Causa per la Universitat de San Martin a Buenos Aires.[17]
- Professor Honorari de la Universitat Normal de Beijing (Xina).
- Membre de l'Académie Internationale de Philosophie des Sciences.
- Membre honorari de l'Accademia di Scienze Arti e Lettere di Verona.
- 2009 Primer "community" prize del concurs FQXi sobre la "naturalesa del temps".
- 2013 Segon premi del concurs FQXi sobre la "relació entre física i informació"
- 2014 Premio Letterario Merck pel llibre "Reality Is Not What It Seems: The Journey to Quantum Gravity".
- 2015 Premi Pagine di Scienza di Rosignano pel llibre "Reality Is Not What It Seems: The Journey to Quantum Gravity".[18]
- 2015 Premi Alassio centolibri per la informaciió cultural.[19]
- 2015 Premi Larderello[20]
- 2015 Premio letterario Galileo per la divulgazione scientifica pel llibre "Reality Is Not What It Seems: The Journey to Quantum Gravity".

## Llibres i articles
Carlo Rovelli és l'autor de més de 200 articles científics publicats en revistes internacionals capdavanteres. Ha publicat dues monografies sobre la gravetat quàntica de llaços i diversos llibres de divulgació científica. El seu llibre, Set lliçons breus de física, és un best seller internacional traduït a 41 llengües.

### Traduccions al català
- Set lliçons breus de física, trad. de Laia Font i Mateu. Ed. Anagrama. Barcelona, 2016. ISBN 9788433915290
- L'ordre del temps, trad. de Francesc Massana. Ed. Anagrama. Barcelona, 2018. ISBN 9788433915580
- Helgoland, trad. de Francesc Massana. Ed. Anagrama. Barcelona, 2022. ISBN 9788433918048
- Forats blancs, trad. de Francesc Massana. Ed. Anagrama. Barcelona, 2024. ISBN 9788433927491